# Herb gminy Rzewnie
Herb gminy Rzewnie – jeden z symboli gminy Rzewnie, autorstwa Kamila Wójcikowskiego i Roberta Fidury, ustanowiony 25 marca 2024.

## Wygląd i symbolika
Herb przedstawia na tarczy w polu błękitnym złote drzewo dębowe z siedmioma liśćmi, czterema żołędziami i pięcioma korzeniami, a nad nim złotą gwiazdę otoczoną dwiema kometami lecącymi w przeciwne strony. Drzewo symbolizuje dawny las zwany Rzwień, porastający w przeszłości okolicę, natomiast gwiazda i komety to nawiązanie do meteorytu Pułtusk, którego największe odłamki spadły na terenie gminy w 1868 roku. Kolor błękitny symbolizuje firmament niebieski i rzekę Narew.